# Hippolyte de Chambost
Pour les articles homonymes, voir Famille de Rivérieulx et Chambost.
Hippolyte de Chambost (italianisé en Ippolito De Chambost), né le 25 avril 1801 à Chambéry et mort le 3 mai 1873 au château Saint-Philippe de Saint-Jean-de-la-Porte, est un notable savoyard, syndic de Saint-Jean-de-la-Porte et député de la Savoie au parlement du royaume de Sardaigne.

## Biographie

### Origines
Claude-François-Hippolyte de Rivérieulx de Chambost est le fils de Claude-Marie de Rivérieulx de Chambost et de  Marie-Thérèse Gesse de Poisieux.
Il se marie le 25 avril 1826, à Chambéry, avec Anne-Louise Perrin de Lépin (1806-1829), fille de Louis Bonaventure Perrin, comte de Lépin de qui il aura un fils, Tancrède de Rivérieulx de Chambost dit le comte de Lépin qui s'établira à Saint-Jean-de-la-Porte en 1828.
À la suite du décès de sa femme en 1829, il épousera en 1830, en secondes noces, Isidore-Philiberte-Gilberte dite Betty Planchamp (1804-1870), fille du marquis de Cluses, avec qui il aura Louis de Rivérieulx de Chambost, dit le vicomte de Chambost, ainsi que deux autres garçons.

### Carrière
Il s'agit d'un militaire de carrière. Il est officier de la garde du roi d'Espagne avant 1826. François Miquet relate la citation suivante « Jeune encore, il alla en Espagne, sous la conduite du duc d’Angoulême, combattre en faveur du roi Ferdinand VII contre les insurgés. Il y gagna les épaulettes d’officier. Rentré dans sa patrie, il s’occupa de questions agricoles. C’est à lui qu'on doit, en grande partie, l’endiguement de l’Isère. »
D'après l'historien de la combe de Savoie, Maurice Messiez, qui le qualifie de « véritable seigneur » de cette petite région naturelle, il a été un grand propriétaire influent, syndic de Saint-Jean-de-la-Porte pratiquement inamovible à partir de 1832, et finalement député conservateur pour le collège de Saint-Pierre-d'Albigny au Parlement du royaume de Sardaigne à Turin de 1853 à 1857.
Hippolyte de Chambost meurt le 3 mai 1873, à Saint-Jean-de-la-Porte.

## Décoration
Hippolyte de Chambost a été fait :
- Chevalier de l'ordre des Saints-Maurice-et-Lazare[5]